# King & Bird
King & Bird war ein britischer Hersteller von Automobilen.

## Unternehmensgeschichte
Das Unternehmen aus Mansfield begann 1903 mit der Produktion von Automobilen. Der Markenname lautete King & Bird. Im gleichen Jahr endete die Produktion.

## Fahrzeuge
Das einzige Modell war ein Kleinwagen. Ein Einzylindermotor von De Dion-Bouton trieb das Fahrzeug an. Die Motorleistung ist mit 3,5 PS bzw. 4,5 PS angegeben.